# Marigné-Peuton
Marigné-Peuton è un comune francese di 567 abitanti situato nel dipartimento della Mayenne nella regione dei Paesi della Loira.

## Società

### Evoluzione demografica
Abitanti censiti